# Комісії з контролю за азартними іграми
Рада управління іграми (Комісія з контролю за казино, Gaming control board або GCB), також має інші назви: ігрова рада, рада управління казино та комісія з ігор) — це урядова установа, відповідальна за регулювання казино та інших видів ігор у визначеному географічному районі, як правило, штаті, а також займається забезпеченням дотримання ігрового законодавства загалом.

## Правила і норми
Ігрові контрольні ради, як правило, несуть відповідальність за оприлюднення правил та норм, які визначають порядок здійснення ігрової діяльності в межах юрисдикції. Норми та норми випливають із дозволу закону про юрисдикцію. Як правило, чинний закон приймається законодавчим органом і визначає широку політику юрисдикції щодо ігор; тоді як норми та правила передбачають детальні вимоги, яким повинен відповідати ігровий заклад, його власники, співробітники та постачильники. Зазвичай, правила та норми охоплюють широкий спектр діяльності, включаючи ліцензування, системи бухгалтерського обліку, правила ігор казино, чесність гри, безпеку та аудит.

### Ліцензування
Ігрові контрольні комісії також мають повноваження надавати або анульовувати ліцензії ігровим установам, працівникам та постачальникам. Як правило, для отримання ліцензії заявник повинен продемонструвати, що він має хорошу репутацію, чесний та добросовісний. Заявки на отримання ліцензії зазвичай вимагають детальної особистої інформації. Залежно від типу ліцензії, що вимагається, заявник може також вимагати розкрити деталі щодо попередніх ділових відносин, історії зайнятості, судимості та фінансової надійності.
Як правило, процес подання на отримання ігрових ліцензій та подальше розслідування є досить обтяжливим порівняно з процесом отримання інших виданих державою ліцензій. Складність процесу має стримувати участь у процесі зловмисників та організованої злочинності.

## Дотримання закону
У деяких випадках Ігрові контрольні ради несуть відповідальність за дотримання створених ними правил та норм. В інших випадках окремий орган або підрозділ Ради управління ігор виконує функцію забезпечення. Більшість ігрових контрольних рад мають повноваження розглядати та вирішувати цивільні справи, що їх розглядає виконавчий орган, і тому їх вважають квазісудовими органами.

## Ігрові плати управління

### Міжрегіональні асоціації
- Європейський форум регуляторів ігор (GREF)
- Міжнародна асоціація ігрових регуляторів (IAGR)
- Північноамериканська асоціація регуляторів ігор (NAGRA)

### Регіональні та племінні об'єднання

#### Азія
- Макао: Бюро інспекції та координації ігор в Макао [Архівовано 4 вересня 2010 у Wayback Machine.]
- Сінгапур : Орган регулювання казино Сінгапуру

#### Європа
- Бельгія: Ігрова комісія Бельгії
- Данія: Spillemyndigheden
- Франція: Autorité Nationale des Jeux
- Гібралтар: Орган регулювання Гібралтару
- Угорщина: Ігрова рада Угорщини
- Мальта : Ігрова адміністрація Мальти
- Нідерланди : Kansspelautoriteit
- Норвегія : Норвезьке управління ігор та фондів  — частина Міністерства культури
- Португалія : Генеральна інспекція з ігор
- Словенія : Управління нагляду за іграми  — частина Міністерства фінансів
- Україна - Комісія з регулювання азартних ігор та лотерей
- Швеція : Управління з азартних ігор
- Британія : Комісія з азартних ігор
  - Олдерні: Alderney Gambling Control Commission
  - Острів Мен : Комісія з нагляду за азартними іграми на острові Мен

#### Північна Америка

##### Канада
У Канаді азартні ігри регулюються виключно провінціями, а не федеральним законом. Але існує також Національна асоціація торгівлі Канади — Канадська ігрова асоціація (CGA). Це сприяє розвитку ігрової індустрії Канади. Мандат асоціації — сприяти розвиткові ігрової сфери Канади. До регулюючих органів належать:
- Ігрова політика та правозастосування Британської Колумбії
- Ігрова комісія Kahnawake
- Адміністрація алкоголю та ігор в Новій Шотландії
- Комісія з питань алкоголю та ігор в Онтаріо
- Quebec Régie des Alcools des Courses et des Jeux

##### США
У США азартні ігри є законними згідно із федеральним законодавством, хоча існують значні обмеження щодо азартних ігор, залежно від штату.

##### Держави
Окремі держави мають право регулювати або забороняти практику в своїх межах. До регулюючих органів належать:
- Аризонський департамент ігор
- Каліфорнійська комісія з контролю азартних ігор
  - Каліфорнійське бюро контролю азартних ігор
- Колорадський відділ ігор
- Відділ особливих доходів Коннектикуту
- Лотерея Делавера
  - Делаверський відділ ігрового забезпечення
- Ігрова рада Іллінойсу
- Ігрова комісія штату Індіана
- Комісія з гонок та ігор в Айові
- Комісія з перегонів та ігор у Канзасі
- Рада управління ігровими системами Луїзіани
- Управління управління азартними іграми в штаті Мен
- Лотерея Меріленду (контролює як лотерею, так і програму штатних ігрових автоматів)
- Ігральна комісія штату Массачусетс
- Мічиганська рада управління іграми
- Комісія з ігор в Міссісіпі
- Ігрова комісія штату Міссурі
- Комісія з ігор в Неваді[3]
  - Управління ігровими закладами Невади
- Комісія з контролю за казино Нью-Джерсі
  - Відділ ігрового забезпечення Нью-Джерсі
- Рада управління ігровими системами Нью-Мексико
- Комісія штату Нью-Йорк з азартних ігор
- Комісія з контролю за казино в Огайо
- Пенсильванська ігрова контрольна рада
- Комісія Південної Дакоти з ігор
- Комісія штату Вашингтон з азартних ігор
- Комісія лотереї Західної Вірджинії

##### Племена
У США деякі корінні американські племена створили власні ігрові контрольні ради з метою регулювання казино, що належать цим племенам, і розташовані у резерваціях. Казино корінних американців підпорядковуються положенням Індійського закону про регулювання ігор, який застосовується Національною індіанською комісією з ігор (NIGC). NIGC встановлює мінімальні стандарти внутрішнього контролю та інші вимоги, яким повинна відповідати кожна індіанська плата управління іграми. Однак NIGC не має юрисдикції щодо суб'єктів, що регулюються державою.

#### Океанія
- Новий Південний Уельс, Австралія: Ігровий трибунал Нового Південного Уельсу
- Квінсленд, Австралія: Квінслендський відділ регулювання ігор / Ігрова комісія Квінсленда
- Вікторія (Австралія): Вікторіанська комісія з регулювання азартних ігор
- Південна Австралія : Незалежна адміністрація азартних ігор Південної Австралії